# Frontière entre l'Australie et l'Indonésie
La frontière entre l'Australie et l'Indonésie est intégralement maritime, dans l'océan Indien jusqu'à la Mer d'Arafura, et sépare l'Australie de l'Indonésie. La frontière est toutefois interrompu par le "Timor Gap", où les eaux territoriales australiennes et est-timoraises se rencontrent.
L'Australie et l'Indonésie partagent également une frontière maritime commune dans l'océan Indien entre l'île Christmas et l’île indonésienne de Java.
La frontière entre l'Australie et l'Indonésie est une frontière maritime s'étendant à l'ouest de la frontière maritime tripoint des deux pays avec la Papouasie-Nouvelle-Guinée à l'entrée ouest du détroit de Torres, à travers la mer d'Arafura et la mer de Timor, et se terminant dans l'océan Indien.

## Segment Est
La partie orientale de la frontière a été établie par les traités de 1971

## Segment Christmas
L'île Christmas est une île et un territoire extérieur australien situé dans l’océan Indien, à 345 km au sud-sud-ouest de la province de Java occidental (Indonésie), à 960 km à l'est-nord-est des îles Cocos et à 1 540 km des côtes nord-ouest de l'État d'Australie-Occidentale  (North West Cape).
La frontière maritime entre l’île et l’Indonésie, établie par le traité de 1997 établissant la ZEE, est une ligne médiane modifiée de deux segments de droite qui se trouve plus près de l’île en tant qu’île isolée. 